# Kwitnący ogród
Kwitnący ogród – obraz olejny namalowany w 2 wersjach przez holenderskiego malarza Vincenta van Gogha w lipcu 1888 podczas jego pobytu w Arles:
1. Kwitnący ogród (hol. Tuin met bloemen, ang. Flowering Garden)[1]. Nr kat.: F 430, JH 1510.
2. Kwitnący ogród ze ścieżką (hol. Tuin met bloemen, ang. Flowering Garden with Path)[2]. Nr kat.: F 429, JH 1513.

## Opis obrazów
Opis obrazu Kwitnący ogród zawarł van Gogh w liście napisanym do brata Theo 8 sierpnia 1888 roku. Określił go jako mały namalowany w orientacji pionowej przydomowy ogródek, którego roślinność odznacza się zadziwiającymi kolorami: dalie są intensywnie ciemnopurpurowe; podwójny rząd kwiatów jest z jednej strony różowy i zielony, z drugiej pomarańczowy i prawie bezlistny. Pośrodku ogrodu widoczna jest biała, karłowata dalia i mały granatowiec z przeważnie jaskrawymi, rudawo-pomarańczowymi kwiatami i z czerwono-zielonymi owocami. Poza tym w ogrodzie rosną wysokie trzciny oraz błękitno-zielone i szmaragdowe figowce. Ziemia ogrodu jest szara. W oddali widać błękitne niebo i białe domy z zielonymi oknami i czerwonymi dachami, oświetlone rano przez słońce, zaś wieczorem zanurzone w cieniu rzucanym przez figowce i trzciny.
Natomiast obraz Kwitnący ogród ze ścieżką opisał w liście do siostry Willeminy z dnia 31 lipca 1888 roku. Obraz, szeroki prawie na metr, wypełniają na pierwszym planie maki i inne czerwone kwiaty rosnące pośród zieleni, za nimi rozciąga się grządka z hiacyntami, a dalej kolejno grządka pomarańczowych i żółtych aksamitek afrykańskich, za nimi białe i żółte kwiaty, goździk i bez, ciemnofioletowa driakiew, czerwone pelargonie i słoneczniki, drzewo figowe, oleander i winorośl, a na końcu czarne cyprysy na tle niskich, białych domów z pomarańczowymi dachami i delikatnego, zielono-błękitnego skrawka nieba. Artysta nie malowałem pojedynczego kwiatu, ale przedstawił całą feerię kolorów: czerwieni, żółci, oranżu, zieleni, błękitu i fioletu. Ukazując jedne na tle innych, uzyskał efekt taki jak w naturze